# Ängesholmen (vid Isnäs, Lovisa)
Ängesholmen är en ö i Finland. Den ligger i Finska viken och i kommunen Lovisa i landskapet Nyland, i den södra delen av landet. Ön ligger omkring 65 kilometer öster om Helsingfors.
Öns area är 7,3 hektar och dess största längd är 440 meter i sydöst-nordvästlig riktning.